# Willy Boesiger
Willy Boesiger (geb. 15. Mai 1904 in Langenthal; gest. 6. Dezember 1990 in Zollikon) war ein Schweizer Architekt und Herausgeber der Publikation von Le Corbusiers Gesamtwerk.

## Leben und Wirken
Willy Boesiger studierte nach einer Berufslehre als Bauzeichner bei Hector Egger am Technikum Burgdorf, wo er 1925 diplomierte. Nach Mitarbeit bei Emile Wolf in Strassburg ging er 1927 nach Paris, wo er zunächst bei André Lurçat arbeitete, aber bald ins Büro von Le Corbusier wechselte. Nebenbei plante er bereits in Paris den Neubau der Möbelfabrik seines Vaters in Langenthal, der Bösiger AG, sowie eines standardisierten Doppelwohnhauses neben dem Firmengelände.
Willy Boesiger heiratete 1950 die aus Sion stammende Grafikerin, Plakatkünstlerin und Illustratorin Lily, geborene Dübelbeiss (1915–1991). Sie war eine Tochter des Architekten Karl Dübelbeiss.
Bereits diese frühen Bauten reflektierten mit ihrem Plan libre, dem Dachgarten, den Pilotis, Fensterbändern, und kubischen Formen die Beschäftigung mit Ideen Le Corbusiers, die Boesiger sein Leben begleiteten. So begann er bereits ab 1929, dessen oeuvre complète herauszugeben, wofür er den Zürcher Verleger Hans Girsberger gewann. Dieses 1965 abgeschlossene und am Ende achtbändige Werk ist eine der Schlüsselpublikationen der Internationalen Moderne geworden. Ab 1951 gab er zudem in drei Bänden das Werk Richard Neutras heraus. Für seine editorischen Leistungen verlieh ihm die ETH Zürich 1980 einen Ehrendoktor.
1930 zog Boesiger nach Zürich, wo er sein Büro eröffnete. 1935 erwarb er dort ein Gebäude am Limmatquai, in dem er in der Folge die jeweils avantgardistisch eingerichteten Café Select, die Galerie 16 und das Studiokino Nord-Süd plante. Ansonsten plante Boesiger vor allem Wohnbauten, überwiegend Einfamilienhäuser (z. B. das Atelier-Wohnhaus von Max Hunziker im Bauhausstil).

## Werke (Auswahl)
Bauten
- Möbelfabrik Bösiger, Langenthal 1928
- Standardhaus, Doppelwohnhaus, Langenthal 1928
- Erweiterung Möbelfabrik Bösiger, Langenthal 1930
- Haus Bührer, Feldmeilen 1932
- Café Select, Zürich 1935
- Studiokino Nord-Süd, Zürich 1935
- Haus Rütti-Morand, Langnau am Albis 1945
- Haus Hotz, Baar 1954
- Haus Hüttner, Zollikon 1956
- Haus Hunziker, Zürich 1956
- Haus Groebli, Zürich 1957
- Haus Lüthi-Ming, Bonstetten 1959
- Haus Fritz, Egg 1962
- Haus Leisinger, Küsnacht 1963
- Primarschule Forch, Schulhausanbau, Zürich-Forch 1964
- Haus Barth, Altendorf 1965

Schriften
- Le Corbusier, Œuvre complète. 8 Bände. Zürich 1929–1965.
- Richard Neutra, Bauten und Projekte. 3 Bände. Zürich 1951–1966.
- Le Corbusier. Studiopaperback, Zürich 1972.